# Geheime Staatsaffären
Geheime Staatsaffären (Originaltitel: L’Ivresse du pouvoir) ist ein deutsch-französischer Spielfilm des Regisseurs Claude Chabrol. Er wurde zum ersten Mal am 16. Februar 2006 auf der Berlinale gezeigt. Der Film wurde inspiriert von der Elf-Aquitaine-Schmiergeldaffäre und der norwegisch-französischen Richterin Eva Joly.

## Handlung
Die Richterin Jeanne Charmant-Killman soll einen Fall von Veruntreuung öffentlicher Gelder aufklären, der den Vorstandsvorsitzenden eines Großkonzerns auf die Anklagebank bringen könnte. Durch die Aufdeckung immer heiklerer Geheimnisse gewinnt sie immer mehr Macht. Je mehr sie davon hat, desto mehr kann sie Druck ausüben, doch zur gleichen Zeit erlebt ihr Privatleben eine Krise. Sie setzt sowohl den Beteiligten des Falls als auch ihrem Mann Philippe mit äußerster Härte zu. Als sie in einen Autounfall gerät, werden ihr Bodyguards zur Seite gestellt. Jeanne bekommt immer mehr Probleme und verliert dabei fast die Kontrolle über ihren Auftrag.

## Kritiken
„Der 67. Film von Claude Chabrol gefällt sich als Studie der menschlichen Niedertracht. Ein wortlastiges Justizdrama ohne sonderliche Überraschungen, das von der überzeugenden Hauptdarstellerin getragen wird, deren komödiantisches Potenzial freilich zu selten durchschimmert.“

„In ihrem narzisstischen Machtdrama setzen Chabrol und seine bewährte Co-Autorin, die Soziologin Odile Barski, das Regelwerk des Politthrillers vorbehaltlich außer Kraft.“

„Geheime Staatsaffären ist ein sehr französischer Film, ein Redestück, mit verhaltener Eleganz inszeniert, streckenweise außerordentlich unterhaltsam, wenn auch nicht gerade das, was man meisterlich nennt. Tatsächlich scheint es, als könnten Skript und Inszenierung der Hauptdarstellerin nicht ganz folgen. […] Verhaltene Politsatire, die sich an den Skandal um den französischen Ölkonzern Elf Aquitaine anlehnt und vor allem Isabelle Huppert in der Hauptrolle gut aussehen lässt.“

## Auszeichnungen
Auf der Berlinale 2006 lief Geheime Staatsaffären im Wettbewerb um den Goldenen Bären, den der Film Esmas Geheimnis – Grbavica gewann. Die Filmbewertungsstelle Wiesbaden verlieh Geheime Staatsaffären das Prädikat „Besonders wertvoll“.